# Ximenia coriacea
Ximenia coriacea är en tvåhjärtbladig växtart som beskrevs av Adolf Engler. Ximenia coriacea ingår i släktet Ximenia och familjen Ximeniaceae. Inga underarter finns listade i Catalogue of Life.